# Inspiração
A inspiração é o processo de sugar o ar para dentro do organismo,  para depois liberá-lo para fora do corpo através da expiração, realizando um ciclo respiratório.
O ar entra no sistema respiratório pelas narinas que conduzem ao vestíbulo do nariz, onde na parte inferior contêm pelos que servem para reter. Um desvio do septo nasal pode interferir na passagem livre do ar através da cavidade do nariz, o que pode ser corrigido cirurgicamente.

## Mecânica da Respiração
O oxigênio está contido no ar e o ar entra em contato com o sangue, mediante um aparelho chamado "respiratório". Permite ele as trocas entre o sangue e o ar: o ar cede ao sangue o oxigênio; o sangue, por sua vez, por meio dos pulmões, abandona o anidrido carbônico que é um produto de rejeição da respiração das células. A respiração se exerce por meio de uma série de atos tais que permitem a passagem do ar através das vias respiratórias.
Nos tecidos corporais o oxigênio passa do sangue e líquidos corporais às células e o dióxido de carbono no sentido oposto, também pelo processo de difusão. As funções metabólicas normais das células requerem um fornecimento constante de oxigênio e, por sua vez, produzem dióxido de carbono como resíduo, portanto a carga de dióxido de carbono nas células é maior e a de oxigênio é menor em relação à dos capilares, o que produz a difusão de uma zona de maior concentração a outra de menor.
Quando o sangue torna-se mais ácido devido ao aumento do gás carbônico, o centro respiratório induz a aceleração dos movimentos respiratórios. Dessa forma, tanto a frequência quanto a amplitude da respiração tornam-se aumentadas devido à excitação do Controle da Respiração.
Em situação contrária, com a depressão do Controle da Respiração, ocorre diminuição da frequência e amplitude respiratórias.
Se o pH está abaixo do normal (acidose), o centro respiratório é excitado, aumentando a frequência e a amplitude dos movimentos respiratórios. O aumento da ventilação pulmonar determina eliminação de maior quantidade de CO2, o que eleva o pH do plasma ao seu valor normal.
Caso o pH do plasma esteja acima do normal (alcalose), o centro respiratório é deprimido, diminuindo a frequência e a amplitude dos movimentos respiratórios. Com a diminuição na ventilação pulmonar, há retenção de CO2 e maior produção de íons H+, o que determina queda no pH plasmático até seus valores normais..sim medianta o próprio orgão respiratorio

## Processo
O ar entra pelo nariz é filtrado, umedecido, aquecido (por pelos e pelo muco), passa pela faringe, pela laringe, pela traqueia, pelos brônquios e assim chega aos pulmões, nele temos os alvéolos, onde ocorrem as trocas gasosas entre o pulmão e o coração, os vasos sanguíneos absorvem o oxigênio destes, e eliminam gás carbônico.